# Giấm táo

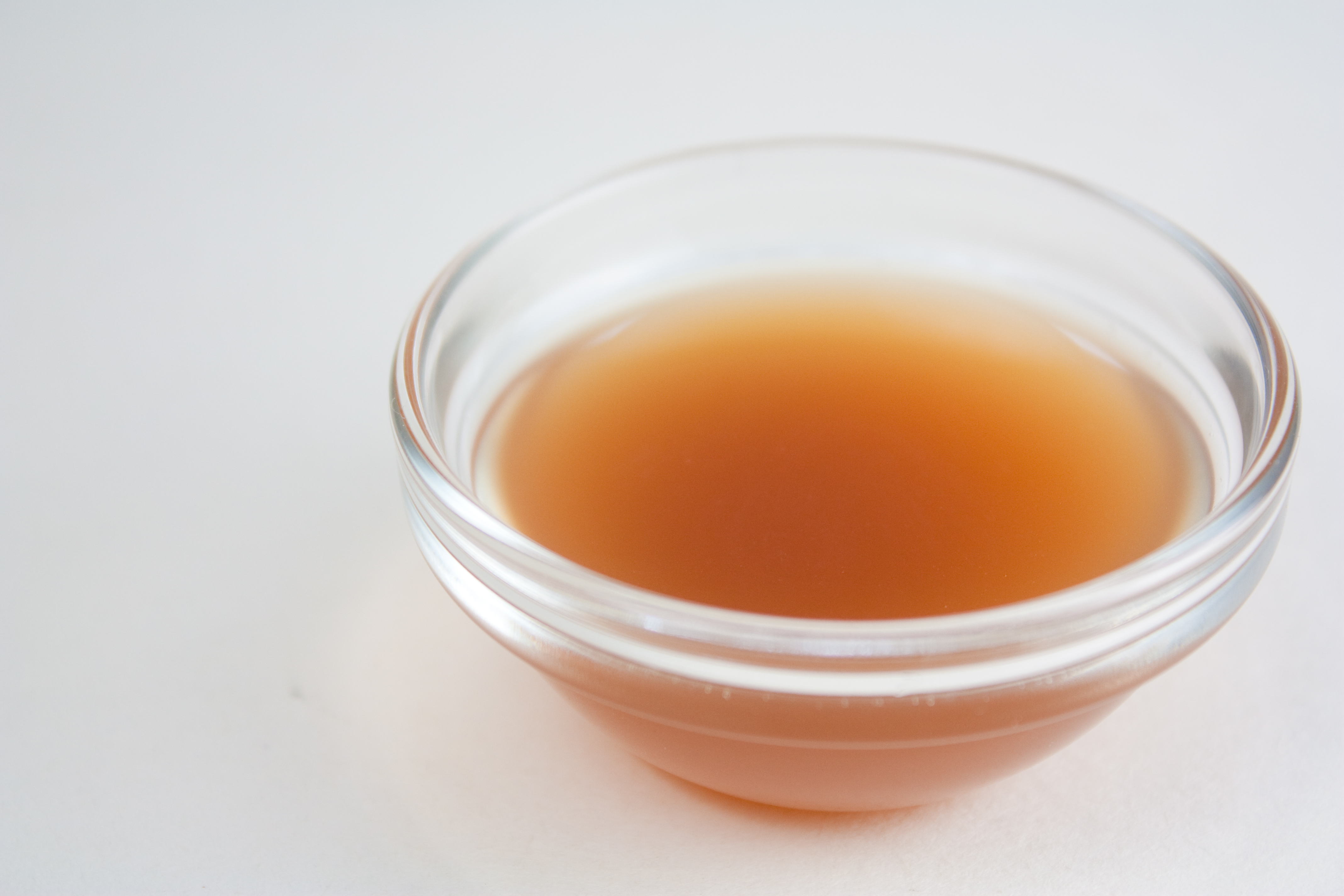
Màu sắc của giấm táo

Giấm táo (tiếng Anh: apple cider vinegar) được tinh chế từ táo tươi, là một phương pháp giảm cân được lưu truyền từ xưa trong dân gian tại các nước Tây Âu. Giấm táo rất tốt cho sức khỏe nhờ vào thành phần chứa 4-8% axit axetic . Axit axetic là một loại axit yếu với công thức hóa học là CH3COOH. Độ mạnh của một axit được đánh giá dựa vào khả năng hoặc khuynh hướng mất proton (H+), theo đó, một axit yếu chỉ tách được một phần H+ khi tác dụng với các chất khác. Phần lớn phần còn lại của giấm táo là nước.
Giấm táo tự nhiên dạng nước có thời hạn sử dụng ngắn và khó bảo quản. Ngày nay, với thành tựu y học hiện đại, một số nhà sản xuất đã thành công trong việc sử dụng phương pháp đông khô để tách nước khỏi giấm táo, tạo ra giấm táo dạng bột tinh chất.
So với giấm táo dạng nước, giấm táo dạng bột có thời gian sử dụng dài hơn, dễ sử dụng và bảo quản hơn; đồng thời thích ứng với cơ thể tốt hơn. Đặc biệt, với giấm táo dạng bột, việc ước lượng liều dùng sẽ chính xác hơn, tránh xảy ra trường hợp sử dụng quá liều, dẫn đến tác dụng xấu đối với sức khỏe con người.

## Các nghiên cứu lâm sàng về giấm táo
Một nghiên cứu thử nghiệm mù đôi giả dược được tiến hành để nghiên cứu tác dụng giúp giảm khối lượng mỡ của giấm ở những người Nhật bị bệnh béo phì. Các đối tượng được chỉ định ngẫu nhiên vào 3 nhóm có cân nặng, chỉ số khối lượng cơ thể (BMI) và vòng eo tương đương nhau. Trong thời gian điều trị 12 tuần, các đối tượng được cho dùng 500 ml/ngày dung dịch với liều lượng giấm khác nhau giữa từng nhóm: hoặc 15 ml giấm (750 mg axit axêtic) hoặc 30 ml giấm (1.500 mg axit axêtic) hoặc 0 ml giấm (0 mg axit axêtic, giả dược). Ở cả hai nhóm đối tượng dùng dung dịch chứa giấm, trọng lượng cơ thể, BMI và BFR (tỷ lệ mỡ trong cơ thể) đều giảm nhiều kể từ tuần thứ 4, tỷ lệ giảm có phụ thuộc vào liều dùng. Ngoài ra, chu vi vòng eo, tỷ lệ eo - hông và các chỉ số mỡ triglyceride cũng giảm từ tuần thứ 8. Kết quả này có được nhờ vào tác dụng của giấm giúp giảm khối lượng mỡ trong cơ thể - các giá trị VFA (diện dích mỡ nội tạng), SFA (diện tích vùng mỡ dưới da) và TFA (tổng diện tích mỡ) cũng giảm đáng kể ở nhóm dùng giấm so với nhóm dùng giả dược. Mặc dù giảm mỡ nội tạng sẽ dễ dàng hơn giảm mỡ dưới da nhờ tập thể dục và kiêng khem trong ăn uống nhưng cả hai chỉ số VFA và SFA trong nghiên cứu này đều cho thấy đã giảm. Trọng lượng cơ thể, mỡ bụng và chỉ số mỡ triglyceridesẽ khác nhau rất nhiều tùy thuộc vào chế độ ăn uống và tập thể dục. Tuy nhiên, năng lượng đưa vào cơ thể, các món ăn và hoạt động thể chất giữa ba nhóm trong suốt thời gian thử nghiệm đều không có gì khác biệt. Vì vậy, việc sử dụng giấm được cho là giúp giảm chỉ số BMI ở những người béo phì thông qua khả năng giảm khối lượng mỡ trong cơ thể. Tại Nhật Bản, tỷ lệ dân số có chỉ số BMI từ 25 đến 30 kg/m2 vượt hơn 30% và tỷ lệ dân số có chỉ số BMI từ 30 kg/m2 trở lên là khoảng 3%. Các kết quả của cuộc nghiên cứu này cho thấy rằng các đối tượng người Nhật bị béo phì có chỉ số BMI từ 25 đến 30 kg/m2 đã giảm 1–2 kg trọng lượng cơ thể và 0.4 - 0.7 chỉ số BMI. Mặc dù mức độ giảm không phải là quá cao, tuy nhiên, người Nhật hơi bị béo phì thôi cũng đã có xu hướng mắc các bệnh liên quan đến béo phì, do vậy chỉ cần giảm một phần cân nặng cũng đã được xem là một thành công đối với những người Nhật bị béo phì. Ngoài ra, mỗi 1 kg trọng lượng cơ thể tăng thêm được báo cáo là làm tăng từ 1-1.5% nguy cơ tử vong do bệnh động mạch vành.
Một nghiên cứu khác được tiến hành vào buổi sáng trên 10 đối tượng nam mắc bệnh tiểu đường loại 1 (tuổi 32 ± 3 năm, chỉ số BMI 24 ± 1 kg/m2, thời gian mắc bệnh tiểu đường 14 ± 3 năm, A1C 6,7 ± 0,2% và được yêu cầu không ăn gì thêm sau bữa tối trước đó). Những đối tượng nghiên cứu này đều được điều trị bằng insulin tác dụng nhanh trước bữa tối và insulin tác dụng chậm một lần mỗi ngày sau một đêm không ăn gì thêm kể từ bữa tối.Tất cả các đối tượng đều được yêu cầu không được tiêm thêm liều insulin tác dụng chậm trong vòng 2 ngày và insulin tác dụng nhanhtrong vòng 8 giờ, cũng như không được sử dụng giấm trong 2 tuần. Sau đó, việc truyền insulin được ngừng lại, các đối tượng được kết nối với tuyến tụy nhân tạo để kiểm tra lượng đường huyết liên tục. Tổng liều lượng dịch truyền insulin là như nhau trong các thí nghiệm với giấm (6,16 ± 1,5U) và giả dược (6,14 ± 1,2 U). Các đối tượng được phân chia ngẫu nhiên để sử dụng giấm (30 ml giấm, 20 ml nước) hoặc giả dược (50 ml nước) vào 5 phút trước bữa ăn - bao gồm bánh mì, pho mát, dăm bông gà tây, nước cam, bơ và một thanh ngũ cốc (566 kcal; 75 g cacbonhydrate, 26 g protein, 6 g chất béo). Trước bữa ăn, các đối tượng nhận được một liều Actrapid (8,9 ± 1 U) tiêm dưới da, được ước tính theo tỷ lệ tương đương giữa lượng insulin với carbohydrate của mỗi bệnh nhân, và bằng với tỉ lệ của một cuộc nghiên cứu chéo được tiến hành 1 tuần sau đó. Các đối tượng được lấy máu trước bữa ăn và vào các thời điểm 30, 60, 90, 120, 180, 240 phút sau bữa ăn, nhằm phục vụ cho việc đo lường chỉ số insulin (nghiên cứu của Linco, St. Charles, MO). Chỉ số đường huyết lúc đói giữa nhóm dùng giấm (5.5 ± 0.2 mmol/l) và nhóm dùng giả dược là như nhau (5.5 ± 0.2 mmol/l) và cho đến 30 phút sau ăn, chỉ số này giữa hai nhóm vẫn tương đương nhau. Đối với nhóm dùng giả dược, vào thời điểm 94 phút sau khi ăn, tỉ lệ này tăng lên đỉnh điểm (11.6 ± 1 mmol), trong khi sau khi dùng giấm, chỉ số này đã giảm còn 8.6 ±0.9 mmol/l (P=0,005) và giữ nguyên không tăng đột biến cho đến sau khi ăn và cả khi kết thúc thí nghiệm. Kết quả cho thấy, giấm giúp giảm 20% chỉ số đường huyết sau khi ăn so với giả dược. Nghiên cứu đã chứng minh rằng giấm giúp làm chậm quá trình thức ăn được tiêu hóa ở dạ dày và hấp thụ vào ruột. Hơn nữa, axit axetic đã được chứng minh có tác dụng ức chế hoạt động của enzym dis-accharidase và làm tăng glycogen trong gan và cơ bắp.

## Công dụng
Ngày nay, giấm táo dạng bột tinh chất được sử dụng rộng rãi hơn do đặc tính không gây sót dạ dày, giúp giảm cân, tăng khả năng chuyển hóa chất, giải độc thận và chống vi sinh vật. Giấm táo dạng bột tinh chất là một loại thuốc bổ rất tốt cho sức khỏe với nhiều lợi ích đối với người bị bệnh tiểu đường, ung thư, bệnh tim, mỡ trong máu cao, bị tổn hại do gốc tự do, bị bệnh tiêu hóa và dư acid.Thông thường, mật ong được thêm vào giấm táo để làm dịu bớt tính acid của giấm, đồng thời giúp tăng khả năng làm sạch và giải độc của giấm táo.

#### Hỗ trợ điều trị bệnh tiểu đường
Giấm táo có tác dụng sinh lý tương tự như các dược chất giúp chống bệnh tiểu đường như carbose hoặc metformin, do axit axetic trong giấm táo có tác dụng ức chế hoạt động thủy phân đường đôi thành đường đơn. Đối với người bị bệnh tiểu đường loại 1, giấm táo giúp giảm chứng tăng đường huyết sau khi ăn. Đối với người bị bệnh tiểu đường loại 2 hoặc kháng insulin, giấm táo giúp cải thiện độ nhạy cảm insulin và giảm chỉ số đường huyết.
Đối với người bình thường, người có nguy cơ bị bệnh tiểu đường loại 2 hay người được chẩn đoán tiền tiểu đường, giấm táo giúp giảm nhanh và ổn định chỉ số đường huyết khi đói, giảm chỉ số đường huyết 2 giờ sau khi ăn.

#### Giảm cân
Giấm táo giúp ngăn chặn sự tích tụ mỡ trong cơ thể và gan, giảm lượng calo đưa vào cơ thể mỗi ngày,qua đó giúp giảm mỡ (mỡ dưới da, mỡ nội tạng) và giảm cân nặng cơ thể mà không gây ra tác dụng phụ. Ngoài ra, giấm táo còn giúp ngăn ngừa hội chứng rối loạn chuyển hóa, từ đó giúp cơ thể giảm cân một cách khỏe mạnh.

#### Hỗ trợ điều trị bệnh về thận và bàng quang
Những thành phần hóa học tự nhiên có trong giấm táo giúp làm tan sỏi calci hoặc những cặn lắng có trong thận, nhưng lại không gây hại hay làm kích ứng lớp màng của thận.

#### Tăng cường sức khỏe tim mạch
Giấm táo giàu chất chống oxy hóa, giúp giảm nguy cơ bị bệnh tim mạch, trong đó có đột quỵ.

#### Ngăn ngừa cao huyết áp
Kali trong giấm táo cùng với các chất khác làm loãng máu và giúp kiểm soát huyết áp.

#### Giảm hàm lượng cholesterol
Chất xơ trong giấm táo giúp hấp thụ chất béo và cholesterol, từ đó giúp kiểm soát được hàm lượng cholesterol trong cơ thể.

#### Cân bằng năng lượng trong cơ thể
Giấm táo có thể giúp loại bỏ chất thải trong cơ thể, nhất là ở những bộ phận quan trọng nhất như ruột, phổi, da và thận.

### Các công dụng còn đang trong quá trình nghiên cứu

#### Hỗ trợ điều trị bệnh ung thư
Giấm táo dạng bột tinh chất giúp hỗ trợ điều trị bệnh ung thư
Giấm táo giúp giảm đáng kể tỉ lệ tử vong ở bệnh nhân ung thư cổ tử cung.

#### Cân bằng độ pH
Độ pH đóng vai trò rất quan trọng đối với sự cân bằng của cơ thể. Giấm táo dạng bột tinh chất giúp duy trì độ kiềm, giúp cơ thể tránh bị suy giảm năng lượng, tránh nhiễm trùng, tăng cường sức đề kháng.

#### Giấm táo dạng bột tinh chất tốt cho hệ bạch huyết
Giấm táo dạng bột tinh chất giúp phá vỡ chất nhầy trong cơ thể và làm sạch các hạch bạch huyết, nhờ đó cơ thể ít bị dị ứng, giảm tình trạng nghẽn xoang và nhiễm trùng xoang, giảm viêm họng và nhức đầu.

#### Điều trị các bệnh tiêu hóa
Nhiều người nghĩ việc sử dụng giấm táo để chữa chứng trào ngược axit dạ dày gây ợ nóng hay ợ chua là một nghịch lý. Tuy nhiên y học đã chứng minh: giấm táo dạng bột tinh giúp cân bằng mức axit dạ dày và giúp cơ thể tránh bị ợ nóng hay ợ chua.

#### Giảm cơn đau bệnh gout và bệnh khớp
Bệnh gout thường dẫn đến các bệnh về thận, mà giấm táo dạng bột tinh chất lại có tác dụng thanh lọc và giải độc thận nên rất tốt cho những người bệnh gout.

#### Làm đẹp da, tóc và răng
- Giấm táo dạng bột tinh chất giúp cân bằng độ pH cho da và có tác dụng làm sáng da.
- Giấm táo giúp vùng da bị cháy nắng bớt bị kích ứng và mau lành hơn, đồng thời ngăn ngừa phồng rộp và bong tróc da.
- Giấm táo dạng bột tinh chất là một dưỡng chất nuôi dưỡng tóc bên trong, giúp tóc óng ả suôn mềm.
- Giấm táo dạng bột tinh chất giúp giảm các vết ố vàng trên răng.

#### Hỗ trợ điều trị các vấn đề về da
- Giấm táo có thể sử dụng để giảm đau và điều trị các triệu chứng của mụn rộp và lở loét ở bộ phận sinh dục, gây ra bởi vi rút herpes, giúp các vết loét có thể phục hồi nhanh hơn.
- Giấm táo cũng có thể sử dụng để điều trị bệnh zona và thủy đậu gây ra bởi vi rút herpes zoster, có khả năng làm dịu đi những cơn ngứa do bệnh gây nên.
- Bệnh giãn tĩnh mạch có thể làm da xấu đi và để lại nhiều cơn đau cho người bệnh. Tuy nhiên, việc sử dụng giấm táo sẽ giúp các tĩnh mạch co lại, đồng thời bổ sung thêm vitamin C, vitamin K và Rutin.
- Giấm táo cũng giúp điều trị vết côn trùng chích, cắn, nhiễm trùng tai, mụn, virus và nấm.

## Các dạng dược liệu từ giấm táo
Giấm táo kết hợp với mật ong là một trong những phương thuốc dân gian, giúp hỗ trợ điều trị hiệu quả nhiều loại bệnh. Giấm táo mật ong được pha chế từ táo, đặc biệt là táo mèo, và mật ong.
Giấm táo có 2 dạng: dạng dung dịch và dạng viên.

### Giấm táo dạng dung dịch

#### Cách pha chế giấm táo mật ong dạng dung dịch
Chuẩn bị nguyên liệu:
- 3-5 quả táo mèo
- Giấm gạo: 500 ml
- Đường phèn: 300 g
- Mật ong nguyên chất
- Lọ đựng.
Sau đây là 5 bước để có một lọ giấm táo mèo mật ong nguyên chất:
Bước 1:
Rửa sạch táo mèo: ngâm táo với nước muối pha loang khoảng 15 phút, sau đó rửa sạch lại với nước lạnh, vớt ra để thật ráo nước, tráng qua một lần với nước sôi ấm, để ráo nước.
Làm sạch lọ đựng: rửa sạch lọ đựng, để ráo hẳn nước bên trong lọ.
Bước 2:
Thái lát táo mỏng theo chiều ngang, để nguyên hạt táo (Táo mèo bổ và có nhiều tác dụng chủ yếu là ở hạt táo).
Bước 3:
Xếp xen kẽ cứ cách một lớp táo rồi đến một lớp đường, cứ như vậy cho đến khi hết táo. Ở lớp trên cùng cho thêm một lớp đường nữa.
Chú ý: không nên xếp quá đầy miệng lọ, để một khoảng cách ít nhất là 3 cm.
Bước 4:
Lấy giấm gạo đã chuẩn bị ở trên, đổ giấm gạo vào lọ cho đến khi ngậm táo mèo.
Bước 5:
Sau khi hoàn tất các bước trên thì về cơ bản là đã có được cho mình một lọ giấm táo mèo, sau đó chỉ cần bọc kín lọ bằng túi nilon và cất nơi ấm áp, không quá ẩm, sau ít nhất 3 tháng. Nếu muốn có được một lọ giấm táo mèo với màu đẹp và ngon hơn thì có thể để lâu hơn. Giấm táo mèo ngâm càng lâu sẽ càng tốt hơn.
Kết hợp thêm mật ong nguyên chất để giúp chữa được nhiều căn bệnh một cách hiệu quả.

### Giấm táo dạng viên

#### Ưu điểm của viên giấm táo
- Công nghệ ép lạnh với quy trình khép kín tiên tiến nhất hiện nay, giúp ngăn chặn vi khuẩn xâm nhập, giữ được nguyên vẹn vitamin, khoáng chất, chất chống oxy hóa và dưỡng chất khác có trong giấm táo.
- Định lượng rõ ràng, giúp tránh sử dụng quá liều như giấm táo dạng nước.
- Không chứa chất bảo quản và chất tạo màu.
- Thời hạn sử dụng đến 36 tháng.
- Được tách nước, cô đặc thành bột và đóng viên nên ngăn được mùi khó chịu khi uống.
- Uống trực tiếp mà không cần pha chế thêm, tiện dụng mọi lúc, mọi nơi.

#### Quy trình sản xuất viên giấm táo mật ong
Quả táo - Nước ép táo - Lên men - Tách nước
Táo tươi sẽ được ép bằng công nghệ ép lạnh với quy trình khép kín và tiên tiến nhất hiện nay. Công nghệ ép lạnh giúp đảm bảo giữ được nguyên vẹn các vitamin, khoáng chất và các chất chống oxy hóa có trong táo ngăn chặn sự xâm nhập của vi khuẩn, giữ được màu sắc tươi nguyên của nước ép táo. Dung dịch nước ép này được cho lên men hai lần trong phòng chân không ở môi trường vô trùng, không được cho thêm chất bảo quản hoặc bất kỳ thành phần hóa học nào. Sản phẩm sau lên men là một loại giấm táo có màu vàng trong suốt, chứa đầy đủ các thành phần dưỡng chất có trong nước ép táo tươi cộng thêm các lợi khuẩn tự nhiên có được sau quá trình lên men. Dung dịch giấm táo này được tách nước bằng công nghệ đông khô để tạo thành bột giấm táo, bổ sung thêm mật ong vàng và đóng viên ngay sau đó. Là chất làm ngọt tự nhiên, mật ong được cho thêm vào bột giấm táo như một thành phần phụ với liều lượng rất nhỏ, chỉ vừa đủ để giúp làm dịu tính chua và giúp giấm táo gia tăng thêm tác dụng có lợi cho sức khỏe, hoàn toàn không có khả năng ảnh hưởng đến lượng đường của cơ thể.

## Khuyến cáo và chống chỉ định
Giấm táo, dù là một sản phẩm tự nhiên và tốt cho sức khỏe, nhưng cũng cần sử dụng trong liều lượng cho phép. Việc sử dụng giấm với lượng vượt mức cho phép sẽ dẫn đến loét dạ dày và gây hại đường ruột. Dùng 15 ml giấm (750 mg axit axetic) mỗi ngày là liều lượng thích hợp để đạt được những hiệu quả từ giấm táo.
Với thời gian sử dụng lâu và dễ bảo quản, bột giấm táo dạng tinh chất được các nhà nghiên cứu y học khuyến cáo: mỗi ngày chỉ nên sử dụng khoảng dưới 2 gram (2.000 mg) để đảm bảo về mặt sức khỏe.
Sử dụng 2 muỗng nhỏ giấm táo (tương đương 2 viên giấm táo dạng bột tinh chất) đều đặn trước bữa ăn để có một cơ thể khỏe mạnh.
Về mặt lý thuyết, giấm táo có thể tương tác với thuốc lợi tiểu, thuốc nhuận tràng, thuốc điều trị tiểu đường và bệnh tim.